# Heinrich Andriano

Heinrich Andriano

Heinrich Andriano (* 1774 in Mannheim; † 2. März 1836, ebenda) war ein deutscher Kaufmann und Politiker. Von 1833 bis 1835 war er Erster Bürgermeister von Mannheim.

## Leben und Wirken
Heinrich Andriano, 4. Sohn des Kaufmanns Jakob Andriano, war Angehöriger einer altangesehenen Bürgerfamilie italienischer Herkunft, die Ende des 17. Jahrhunderts zunächst in Kirchheim am Ries bei Nördlingen lebte, jedoch aus Canova nahe Lenno stammte. Er wurde durch die Kreisregierung zum Ersten Mannheimer Bürgermeister ernannt, nachdem sie den gewählten Christian Wilhelm Gerbel (1791–1853) mehrfach abgelehnt hatte. Andriano war kein Mann des Kampfes. Er hatte ein großes Spezereiwarengeschäft, betätigte sich mit Auszeichnung in der öffentlichen Wohltätigkeitspflege, wollte aber mit politischen Dingen nichts zu tun haben. Sein Widerstand fand bei der Kreisregierung kein Gehör. Sie drohte mit Zwangsmaßregeln, falls er den Posten des Oberbürgermeisters nicht annehme. Er blieb drei Jahre wider Willen im Amt, dem er pflichtgetreu vorstand, ohne jedoch die Reformen in der Organisation vorzunehmen, die notwendig geworden waren und seinem Nachfolger, Ludwig Jolly, überlassen blieben.
Andriano ist während seiner Amtsführung in ungewöhnlichem Maße vom Hofe und dem Ministerium ausgezeichnet worden.